# 해양경찰연구센터
해양경찰연구센터(海洋警察硏究, Korea Coast Guard Research Center)는 해양에서의 경찰 및 오염방제 업무에 관한 연구·분석·장비개발 등에 관한 사무를 관장하는 해양경찰교육원의 소속기관이다. 2017년 7월 26일 발족하였으며, 충청남도 천안시 동남구 병천면 충절로 1687에 위치하고 있다. 센터장은 기술서기관으로 보한다.

## 연혁
- 2007년 3월 22일: 해양경찰청 소속으로 해양경찰연구개발센터 설치.[2]
- 2010년 5월 14일: 해양경찰연구소로 개편.[3]
- 2014년 11월 19일: 해양경비안전교육원 소속 해양경비안전연구센터로 개편.[4]
- 2017년 7월 26일: 해양경찰교육원 소속 해양경찰연구센터로 개편.[5]

## 조직

### 센터장
- 운영지원팀[6]
- 장비연구팀[6]
- 화학분석연구팀[6]
- 정책연구팀[6]